# No Mystery
No Mystery – piąty album studyjny amerykańskiej grupy jazzfusionowej Return to Forever, wydany w 1975 roku przez Polydor Records.

## Lista utworów
Opracowano na podstawie materiału źródłowego.
Wydanie LP:
Strona A
| Nr | Tytuł utworu                                     | Muzyka                                                | Długość |
| -- | ------------------------------------------------ | ----------------------------------------------------- | ------- |
| 1. | „Dayride”                                        | Stanley Clarke                                        | 3:25    |
| 2. | „Jungle Waterfall”                               | Chick Corea, Stanley Clarke                           | 3:03    |
| 3. | „Flight of the Newborn”                          | Al Di Meola                                           | 7:23    |
| 4. | „Sofistifunk”                                    | Lenny White                                           | 3:51    |
| 5. | „Excerpt from the First Movement of Heavy Metal” | Chick Corea, Stanley Clarke, Lenny White, Al Di Meola | 2:45    |
|    |                                                  |                                                       | 20:27   |

Strona B
| Nr | Tytuł utworu                | Muzyka                      | Długość |
| -- | --------------------------- | --------------------------- | ------- |
| 1. | „No Mystery”                | Chick Corea                 | 6:10    |
| 2. | „Interplay”                 | Chick Corea, Stanley Clarke | 2:15    |
| 3. | „Celebration Suite Part I”  | Chick Corea                 | 8:27    |
| 4. | „Celebration Suite Part II” | Chick Corea                 | 5:32    |
|    |                             |                             | 22:24   |

## Twórcy
Opracowano na podstawie materiału źródłowego.
Muzycy:
- Chick Corea – fortepian, pianino, organy, syntezatory, marimba, instrumenty perkusyjne, śpiew
- Stanley Clarke – gitara basowa, kontrabas, organy, syntezator, śpiew
- Al Di Meola – gitary
- Lenny White – perkusja, instrumenty perkusyjne, marimba

Produkcja:
- Chick Corea – produkcja muzyczna
- Shelly Yakus – inżynieria dźwięku, koprodukcja
- Tom Rabstenek – mastering